# Sara Marom Šalev
Sara Marom Šalev (hebrejsky: שרה מרום שלו) je izraelská politička a bývalá poslankyně Knesetu za stranu Gil.

## Biografie
Narodila se 23. září 1934 v Dorohoi v Rumunsku. V roce 1948 přesídlila do Izraele.
V izraelském parlamentu zasedla po volbách do Knesetu v roce 2006, ve kterých kandidovala za stranu penzistů Gil. V letech 2006–2009 byla členem výboru pro záležitosti vnitra a životního prostředí, výboru pro zahraniční dělníky, výboru pro imigraci, absorpci a záležitosti diaspory, výboru pro status žen a petičního výboru.
Voleb do Knesetu v roce 2009 se účastnila, ale strana Gil nepřekročila potřebný práh pro zisk mandátů.